# Tonio Borg
Tonio Borg (* 12. května 1957) je maltský a evropský politik, evropský komisař pro oblast zdraví.
V minulosti působil jako maltský ministr vnitra, ministr spravedlnosti, ministr zahraničních věcí a vicepremiér (2004–2012).